# LXXXIV Korpus Armijny (III Rzesza)
LXXXIV Korpus Armijny – korpus piechoty Wehrmachtu, uczestniczył okupacji Francji i w walkach z zachodnimi aliantami.
Korpus został utworzony 15 października 1940 roku w Pradze, jako LX Dowództwo Korpusu z.b.V. do nadzorowania jednostek zapasowo-szkoleniowych w I Okręgu wojskowym. W latach 1940–1944 stacjonował w okupowanej przez III Rzeszę Francji. 27 maja 1942 roku został przemianowany na LXXXIV Korpus Armijny. W czasie wyzwalania Francji przez aliantów zachodnich, uczestniczył w walce z wojskami alianckimi i został przez nie zniszczony w sierpniu 1944 roku w czasie bitwy pod Falaise. LXXXIV KA podlegał 7 Armii i dowodził nim m.in. gen. Erich Marcks. 

## Dowódcy korpusu
- gen. Hans Behlendorff (do 1.04.1943)
- gen. Gustav-Adolf von Zangen (1.04.1943 - 1.08.1943)
- gen. Erich Marcks (1.08.1943 - 12.06.1944)
- gen. Eugen Meindl (12.06.1944)
- gen. Wilhelm Fahrmbacher 12.06.1944 - 16.06.1944)
- gen. Dietrich von Choltitz (17.06.1944 - 30.07.1944)
- gen. por. Otto Elfeldt (30.07.1944 - 20.08.1944)[3]

## Struktura organizacyjna
Skład w czerwcu 1944 roku:
- 243 Dywizja Piechoty
- 319 Dywizja Piechoty
- 352 Dywizja Piechoty
- 709 Dywizja Piechoty
- 716 Dywizja Piechoty